# Centrale hydroélectrique de Glems
La centrale hydroélectrique de Glems est une station de transfert d'énergie par pompage (STEP) située en Allemagne, au sud de Metzingen, à Glems.
Sa construction fut commencée en 1962 et la centrale fut mise en service en 1964. Elle fournit une puissance de 90 mégawatts (MW) au plus grâce à deux turbines de 45 MW chacune. Elle est en propriété des Neckarwerke Stuttgart (compagnie responsable des réalisations d'ingénierie dans le bassin du Neckar), une filiale d'EnBW. La centrale est reliée au réseau électrique par une ligne à haute tension biterne à 110 kilovolts. 

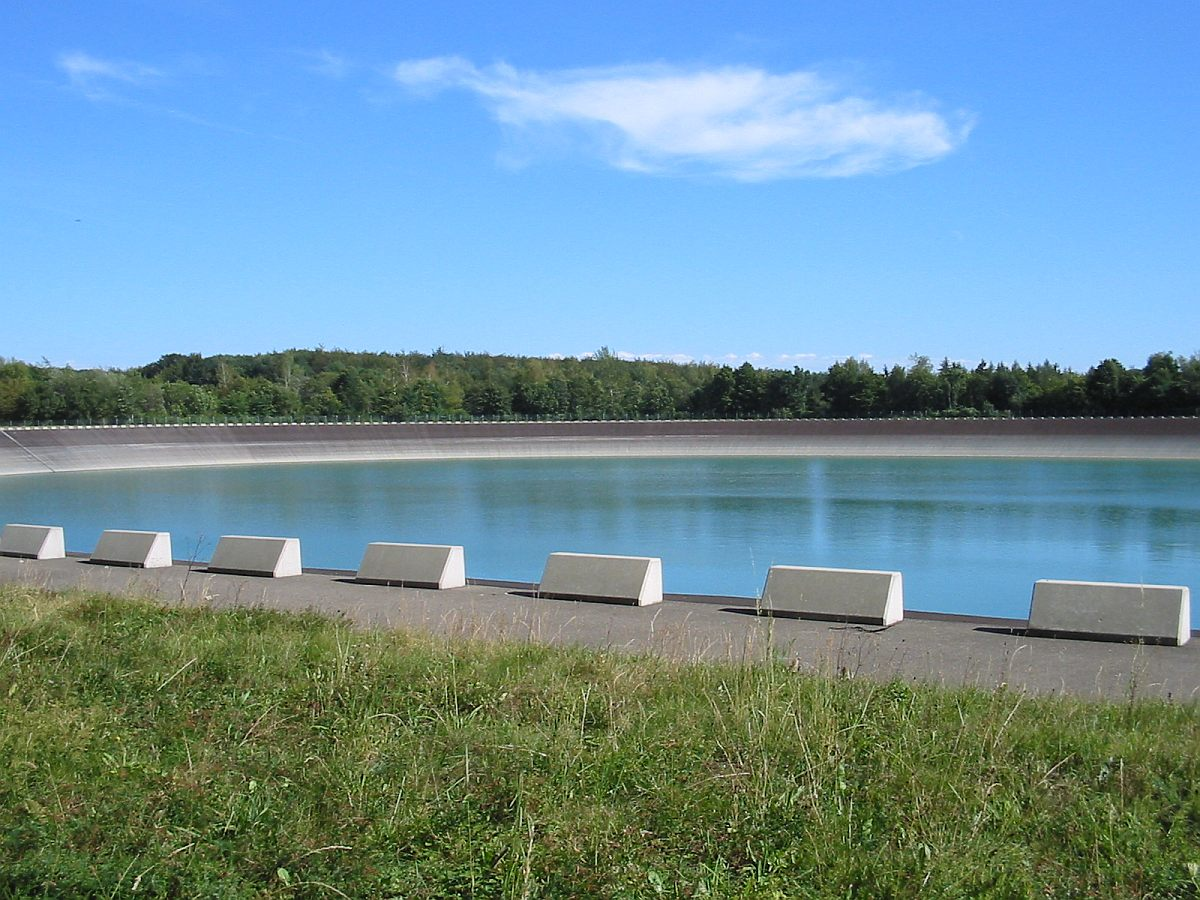
Le réservoir de la centrale.

L'usine comprend deux grands bassins, celui en amont est situé sur la hauteur de l'Albtrauf, donc au niveau du plateau du Jura souabe; celui en aval est (en moyenne) 283 m plus bas, les turbines sont aussi en bas. Entre les deux emplacements, l'eau coule à travers des conduites forcées d'un diamètre de 3 m et d'une longueur de 1 415 m.
Le bassin supérieur a une profondeur maximale de 19,5 m et une capacité utile de 0,9 million de m3, il est situé à 753 m de hauteur sur la mer, il est entouré d'une digue circulaire et calfeutrée en asphalte sur l'intérieur et le contour. (Le Jura souabe est une montagne karstique.) Le bassin inférieur, situé à 458 m au-dessus du niveau de la mer, est une dépression naturelle transformée en bassin de retenue (Tiefenbachtalsperr) grâce à une digue en terre de 26 m de hauteur; sa capacité totale est de 1,2 million de m3, sa capacité utile de 810 000 m3. 
Une fois le bassin supérieur plein, la centrale peut faire marcher les turbines en plein régime (90 MW) pendant 6 h 30; l'énergie hydroélectrique stockée est de 560 MWh. Repomper les 900 000 m3 du bassin inférieur au bassin supérieur par contre dure 11h, la puissance des pompes n'étant que 2 × 34 MW = 68 MW.